# Damon Horowitz
Damon Horowitz es un profesor de filosofía y empresario. Es conocido por sus charlas TED sobre la enseñanza de la filosofía en la cárcel y la ética de la industria tecnológica, y por su defensa de las humanidades en la industria tecnológica.
Horowitz se licenció en la Universidad de Columbia, obtuvo un máster en Inteligencia Artificial en el MIT Media Lab y un doctorado en Filosofía en la Universidad de Stanford. Comenzó su carrera en el ámbito de la tecnología y posteriormente volvió a Stanford para obtener un doctorado en filosofía.
Fue cofundador del motor de búsqueda Aardvark, Perspecta y Novation Biosciences. También fue filósofo interno/director de ingeniería en Google.
Horowitz imparte cursos de filosofía, IA y ciencia cognitiva en la Universidad de Nueva York, Stanford, Columbia, la Universidad de Pensilvania y la prisión estatal de San Quintín.
Horowitz ha formado parte del Consejo de Administración de varias organizaciones sin ánimo de lucro dedicadas a las artes y las humanidades, y en 2013 fue elegido miembro del Consejo de CalHumanities.
En 2014, Horowitz fundó la compañía de teatro de Shakespeare sin ánimo de lucro "The Oracular Theatre", y dirigió su producción de Julio César.